# Харута (селище)
Харута (ненец. Харута, рос. Харута) — селище у Заполярному районі Ненецького автономного округу Архангельської області Російської Федерації.
Населення становить 444 особи (2017). Входить до складу муніципального утворення Хоседа-Хардська сільрада.

## Історія
До 1920-их років населений пункт належав до Архангельської губернії. Від 1929 року належить до Ненецького автономного округу, від 2005 — новоутвореного Заполярного району. Згідно із законом від 24 лютого 2005 року органом місцевого самоврядування є Хоседа-Хардська сільрада.

## Населення
| 1999 | 2002 | 2008 | 2010 | 2011 | 2012 | 2013 |
| ---- | ---- | ---- | ---- | ---- | ---- | ---- |
| 795  | ↘774 | ↘741 | ↘538 | ↗553 | ↘502 | ↘473 |
| 2014 | 2015 | 2016 | 2017 |      |      |      |
| ↗487 | ↘468 | ↘449 | ↘444 |      |      |      |